# Andrew av Fløtum
Andrew av Fløtum (* 13. Juni 1979 in Tórshavn) ist ein ehemaliger färöischer Fußballspieler, der für HB Tórshavn und die färöische Nationalmannschaft spielte.

## Fußball

### Verein
Av Fløtum spielte schon als Kind für HB Tórshavn. Sein Seniordebüt hatte er am 31. März 1996 gegen den Erzrivalen KÍ Klaksvík im färöischen Pokal, als er in der 72. Minute für Ingi Rasmussen eingewechselt wurde, das Spiel ging mit 1:3 verloren. Im Pokal gelang ihm auch sein erstes Pflichtspieltor in der Gruppenphase beim 8:0-Erfolg gegen SÍ Sumba, er erzielte das 5:0. In der Liga lief er zunächst für die dritte und zweite Mannschaft auf, sein Debüt in der ersten Liga gab er am dritten Spieltag bei der 1:2-Heimniederlage gegen VB Vágur. Er spielte von Beginn an und wurde in der 78. Minute für Bogi Midjord ausgewechselt. Sein erstes Ligator erzielte er in der zweiten Liga am zehnten Spieltag für die zweite Mannschaft beim 6:0 gegen B68 Toftir II, er traf zum 5:0. Auch in seiner zweiten Saison spielte er abwechselnd für die erste und zweite Mannschaft. In der ersten Liga erzielte er am 13. Spieltag beim 9:0-Auswärtssieg gegen B71 Sandur mit den Treffern zum 2:0 und 6:0 seine ersten beiden Tore.
Der torgefährliche Linksfüßer trug in den Folgejahren maßgeblich zu den Meistertiteln vom HB bei. 1998 wurde mit dem 2:0-Pokalsieg gegen KÍ Klaksvík das Double erreicht, in diesem Jahr spielte er unter anderen mit Jan Dam, Hans Fróði Hansen, Jóhannis Joensen, Allan Mørkøre und Jens Erik Rasmussen in einer Mannschaft. 2002 war er mit 18 Treffern Torschützenkönig auf den Färöern und wurde zudem zum „Spieler des Jahres“ gewählt. In diesem sowie im Folgejahr gewann er die Meisterschaft unter anderen zusammen mit Uni Arge, Jan Dam, Jón Rói Jacobsen, Rógvi Jacobsen und Jóhannis Joensen. Bei den 163 Spielen für den HB in der Liga und dem Pokal bis 2003 schoss er insgesamt 84 Tore (2004 Platz 5 der ewigen Torschützenliste von HB). 2003 unterlag er mit HB im Atlantic Cup gegen KR Reykjavík mit 0:2.
Nach seinen Erfolgen auf den Färöern wechselte er im Februar 2004 zum dänischen Zweitligisten Fremad Amager. Er debütierte am 21. März 2004 gegen Brønshøj BK und wurde schnell Stammspieler bei Amager. Er spielte zu dieser Zeit unter anderem mit seinen Landsleuten Hjalgrím Elttør und Jann Ingi Petersen in einem Team. Am Anfang der Saison 2006/07 war er oft verletzt und konnte nur ein Spiel in der ersten Mannschaft für seinen Verein bestreiten. In der B-Mannschaft schaffte er in der Kopenhagenserie 2006 vier Tore in zwei Spielen. Im zweiten Teil der Saison nahm er an 13 von 15 möglichen Spielen teil, konnte aber gemeinsam mit seinen Landsmännern Todi Jónsson und Jónas Þór Næs nicht mehr mithelfen, Amager vor dem Abstieg in die dritte Liga zu retten.
Da seine Lebensgefährtin zur gleichen Zeit mit ihrer Ausbildung fertig wurde, entschied er sich im Sommer 2007 zur Rückkehr auf die Färöer, wo er seitdem wieder für HB spielt. 2009 und 2010 wurde er unter anderen mit Fróði Benjaminsen, Christian R. Mouritsen und Símun Eiler Samuelsen erneut färöischer Meister. Ebenso gewann er in beiden Jahren mit einem 3:1 gegen Meister EB/Streymur sowie mit einem 2:1 gegen Pokalsieger Víkingur Gøta jeweils den färöischen Supercup.
Im Supercupspiel 2011 zog sich Av Fløtum eine Muskelzerrung zu und fiel somit für die ersten sieben Spieltage der Liga aus. 2013 gewann er seinen nächsten Meistertitel mit HB an der Seite von Fróði Benjaminsen, Jóhan Troest Davidsen, Christian R. Mouritsen und Símun Eiler Samuelsen. Das Spiel um den Supercup 2014 verlor HB hingegen mit 1:2 gegen Pokalsieger Víkingur Gøta, ebenso das Landespokalfinale mit 0:1 gegen denselben Gegner. Nach der Saison 2015 pausierte Av Fløtum für ein Jahr, danach kam er nur noch sporadisch für die erste und zweite Mannschaft zum Einsatz.

#### Europapokal
Av Fløtum kann 23 Europapokaleinsätze vorweisen. Den ersten hatte er 1996/97 für HB Tórshavn in der Qualifikationsrunde zum Europapokal der Pokalsieger, als er im Rückspiel gegen FC Dinamo Batumi beim Endstand von 0:3 in der 81. Minute für Rúni Nolsøe eingewechselt wurde, das Hinspiel hatte HB bereits auswärts mit 0:6 verloren.

### Nationalmannschaft
Als Nationalspieler für die Färöer gab Av Fløtum im Rahmen der Nordischen Meisterschaft gegen Schweden in Växjö gemeinsam mit Christian Høgni Jacobsen und Súni Olsen am 31. Januar 2001 sein Debüt, als er in der 77. Minute für Øssur Hansen eingewechselt wurde. In 34 Spielen schoss er sein einziges Tor am 29. April 2003 in Tórshavn beim 2:1-Sieg im Freundschaftsspiel gegen Kasachstan, als er zum 1:1-Ausgleich traf. Sein letztes Länderspiel absolvierte er am 4. Juni 2010 im torlosen Freundschaftsspiel gegen Luxemburg in Hesperingen.

### Erfolge
- 6× Färöischer Meister: 1998, 2002, 2003, 2009, 2010, 2013
- 1× Färöischer Pokalsieger: 1998
- 2× Färöischer Supercup-Sieger: 2009, 2010
- 1× Torschützenkönig der ersten färöischen Liga: 2002
- 1× Spieler des Jahres: 2002[3]

## Persönliches
Andrew av Fløtum ist der Cousin von Rókur Jespersen, der seit 2001 ebenfalls für HB Tórshavn spielt.